# Wilhelm Thomé (Mediziner)
Wilhelm Thomé (* 22. Dezember 1809 in Oberdollendorf bei Bonn; † 10. Februar 1846 in Köln) war ein deutscher Augenarzt, Geburtshelfer und Klinikleiter. Mitte des 19. Jahrhunderts zählte er zu den fortschrittlichen und bekanntesten Persönlichkeiten der Stadt Köln.

## Leben
Geboren 1809 in Oberollendorf bei Bonn als Sohn des Kaufmanns und Winzers Johann Wilhelm Thomé und seiner Ehefrau A. M. geb. Kemp, besuchte Wilhelm Thomé ab 1820 das Königlich-Preußische Gymnasium in Bonn und ab 1828 die Bonner Universität. Dort wurde er 1831 Mitglied des Corps Rhenania. Er ging dann für ein halbes Jahr nach Berlin an die Friedrich-Wilhelms-Universität, um wiederum in Bonn schließlich am 9. August 1834 seine Dissertation unter dem Titel De Corneae Transplantatione zu schreiben. Versehen mit einem Abgangszeugnis der Bonner Universität vom 6. Juli desselben Jahres, wurde ihm – wiederum in Berlin – am 11. Juli 1835 seine Approbation als Arzt und Wundarzt erteilt und erhielt sein Attest über die etwa zeitgleich erfolgte Vereidigung. Ebenfalls 1835 wurde Thomé am 3. Oktober die Approbation als Geburtshelfer erteilt.
Danach unternahm er eine zweijährige Studienreise nach Wien, Venedig, Mailand, Florenz, Rom, Neapel, die Schweiz und Paris. Ein Reisepass Thomés mit dem Datum vom 17. November 1835 inklusive 30 Sichtvermerken testierte ihm seine Reise nach Rom im Jahr 1836.
1838 ließ sich Thomé in Köln nieder und errichtete dort eine Augenheilanstalt, die er selbst erfolgreich leitete.
1839 heiratete er die Kaufmannstochter Katharina Rennen (1813–1894) aus Köln und als erster von 4 Söhnen wurde 1840 in Köln der spätere Botaniker Otto Wilhelm Thomé geboren.

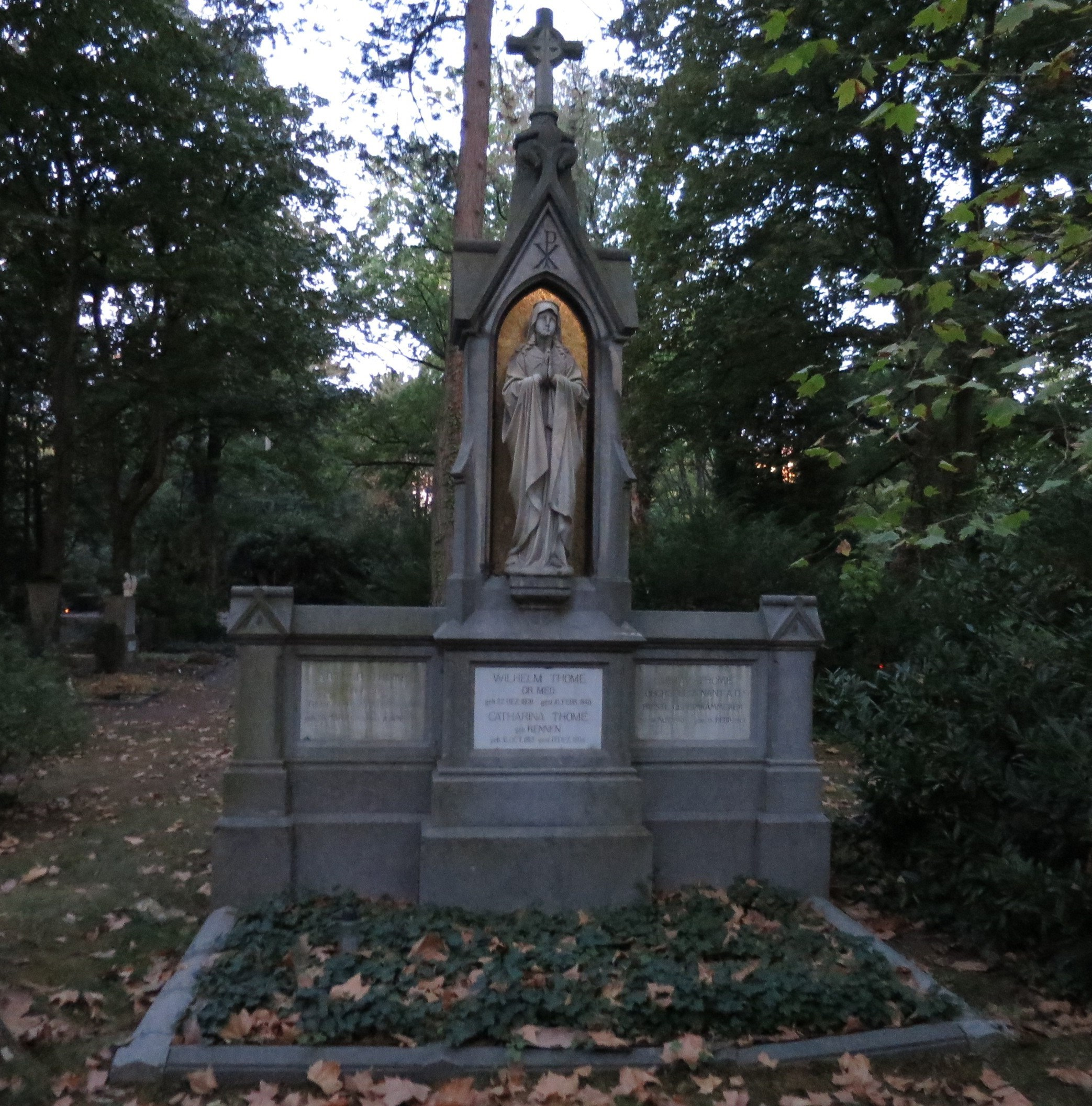
Grab der Familie Thomé

Um 1842 und 1843 war Wilhelm Thomé im Zuge der Turnbewegung einer der Mitbegründer des ersten Turnvereins der Rheinprovinz, des Kölner Turnvereins von 1843, unter dem späteren Namen Kölner Turnerschaft von 1843 der älteste Turn- und Sportverein in Nordrhein-Westfalen. Zudem zahlte Wilhelm Thomé zu einem kleinen Kreis bekannter Kölner Persönlichkeiten aus den mittleren und höheren Gesellschaftsschichten, politisch fortschrittliche Kaufleute, Juristen oder Literaten, Männer wie Georg Jung, Dagobert Oppenheim, Gustav Mevissen, Carl Stucke, Gustav Mallinckrodt oder Gerhard Josef Compes. Sie alle unterstützten 1842 auch das Projekt der Rheinischen Zeitung, zeichneten Aktienanteile zur Gründung des Zeitungsprojektes oder saßen im Aufsichtsrat des Blattes.
Wilhelm Thomé starb 1846 im Alter von nur 36 Jahren an den Folgen eines Schlaganfalles. Die Familiengrabstätte befindet sich auf dem Kölner Friedhof Melaten (Flur 59).

## Schriften
- De Corneae Transplantatione, Inauguraldissertation vom 9. August 1834 an der Universität Bonn

## Archivalien
Archivalien von und über Wilhelm Thomé und seine Familie finden sich beispielsweise
- im Historischen Archiv der Stadt Köln in verschiedenen „Urkunden und Unterlagen aus dem Familienarchiv Schmidt-Thomé“.[6]